# Rythme circadien et troubles bipolaires
 (décembre 2019).
 (décembre 2019).
La mise en forme du texte ne suit pas les recommandations de Wikipédia : il faut le « wikifier ».
Les points d'amélioration suivants sont les cas les plus fréquents. Le détail des points à revoir est peut-être précisé sur la page de discussion.
- Les titres sont pré-formatés par le logiciel. Ils ne sont ni en capitales, ni en gras.
- Le texte ne doit pas être écrit en capitales (les noms de famille non plus), ni en gras, ni en italique, ni en « petit »…
- Le gras n'est utilisé que pour surligner le titre de l'article dans l'introduction, une seule fois.
- L'italique est rarement utilisé : mots en langue étrangère, titres d'œuvres, noms de bateaux, etc.
- Les citations ne sont pas en italique mais en corps de texte normal. Elles sont entourées par des guillemets français : « et ».
- Les listes à puces sont à éviter, des paragraphes rédigés étant largement préférés. Les tableaux sont à réserver à la présentation de données structurées (résultats, etc.).
- Les appels de note de bas de page (petits chiffres en exposant, introduits par l'outil «  Source ») sont à placer entre la fin de phrase et le point final[comme ça].
- Les liens internes (vers d'autres articles de Wikipédia) sont à choisir avec parcimonie. Créez des liens vers des articles approfondissant le sujet. Les termes génériques sans rapport avec le sujet sont à éviter, ainsi que les répétitions de liens vers un même terme.
- Les liens externes sont à placer uniquement dans une section « Liens externes », à la fin de l'article. Ces liens sont à choisir avec parcimonie suivant les règles définies. Si un lien sert de source à l'article, son insertion dans le texte est à faire par les notes de bas de page.
- La présentation des références doit suivre les conventions bibliographiques. Il est recommandé d'utiliser les modèles {{Ouvrage}}, {{Chapitre}}, {{Article}}, {{Lien web}} et/ou {{Bibliographie}}. Le mode d'édition visuel peut mettre en forme automatiquement les références.
- Insérer une infobox (cadre d'informations à droite) n'est pas obligatoire pour parachever la mise en page.

Pour une aide détaillée, merci de consulter Aide:Wikification.
Si vous pensez que ces points ont été résolus, vous pouvez retirer ce bandeau et améliorer la mise en forme d'un autre article.
Le trouble bipolaire est une maladie mentale chronique caractérisée  par des épisodes prolongés de dépression et de manie. Ces épisodes peuvent durer plusieurs semaines ou même des mois en fonction de l’efficacité ou de la présence d’un traitement psychiatrique. Une des caractéristiques communes de cette maladie est des troubles du sommeil durant les états de dépression et de manie, ainsi qu'à travers celui de l’euthymie (un état d’esprit normal). 
Le diagnostic de troubles bipolaires est porté d’après les symptômes cliniques. Des recherches scientifiques récentes ont proposé des marqueurs biologiques moléculaires pour les troubles bipolaires, en relation avec le rythme circadien (et cycles veille/sommeil) dans deux types de mécanismes moléculaires : la variation de certaines sécrétions endocrines (hormonales) ; un polymorphisme génétique associé aux troubles bipolaires. 
Autre voie explorée d’identification de marqueurs biologiques moléculaires, l’étude au niveau moléculaire des mécanismes d’action du lithium (traitement des troubles bipolaires) en relation avec les rythmes circadiens.

## Sécrétion Endocrinienne

### Mélatonine
La mélatonine, sécrétée par l'épiphyse, est une hormone réglementant le cycle du sommeil. Elle démontre une concentration plasmatique suivant une variation circadienne grâce à la gouvernance des nucléoles suprachiasmatiques, au centre du contrôle du rythme circadien endogène.
Plusieurs études ont démontré des anormalités dans la sécrétion de la mélatonine chez les individus diagnostiqués avec les troubles bipolaires.  Plus précisément, la quantité ainsi que le moment de la sécrétion dépendent généralement de la sévérité de la maladie. D’autres facteurs, comme l’âge, l’exposition à la lumière et  la génétique de l’individu en question  peuvent affecter celle-ci.
Par exemple, une étude a démontré un apogée avancé et une quantité élevée de la sécrétion de la mélatonine dans un état de manie chez les patients souffrant de la bipolarité . À l’inverse, un état dépressif se caractérise par un retard d'apogée et d’une sécrétion moindre de mélatonine.
Par contre, une autre étude fait auprès de patients démontrant des états de manie, dépression et d'euthymie, a conclu que la concentration de mélatonine était significativement moins élevée chez les patients souffrant de troubles bipolaires comparer à ceux ayant une santé mentale normale, et ce, peu importe le stade de la maladie.
Ces résultats peuvent donc potentiellement expliquer comment la sécrétion irrégulière de la mélatonine, ainsi que d’autres facteurs psychosociaux, contribuent à la perturbation des cycles de sommeil ainsi que les périodes d’insomnie et d’hypersomnie courantes chez les patients bipolaires

### Cortisol
Le cortisol est une hormone stéroïdienne produite dans la zone fasciculée du cortex de la glande surrénale. Comme la mélatonine, ses sécrétions sont gouvernées par le nucléole suprachiasmatique et manifestent ainsi une expression de type circadienne. Il intervient aussi dans la régulation du sommeil chez les humains. Son niveau plasmatique atteint un pic aux alentours de 8h le matin, et est à son plus bas entre minuit et 4h du matin. 
Une étude effectuée  en 1994 par Linkowski et al.  a démontré un avancement de phase de la sécrétion de cortisol diurne chez des patients bipolaires, associés à une perturbation de l’horloge circadienne centrale dans l’hypothalamus, comparé au patient ayant une santé mentale normale. Cependant, une étude publiée dans le Journal of Psychiatry and Neuroscience en 2001 a conclu qu’il n’avait véritablement pas de changement significatif concernant les niveaux de sécrétion de cortisol lors d'une comparaison des trois états d'humeur chez 18 patients bipolaires. Cette contradiction indique donc la nécessité d'effectuer plus de recherches en ce qui concerne cette hormone et son lien avec la bipolarité.  

## Origine Génétique
Il existe très peu d'études tentant de relier les polymorphismes des gènes-horloges aux troubles bipolaires. 
Cependant, celles effectuées démontrent, pour la plupart, l’implication des gènes polymorphiques dans la manifestation et la gravité des épisodes de manie et de dépression 

### CLOCK
En effet,  il existe quelques études suggérant que le polymorphisme de la région flanquante en 3’ (3111T/C) du gène CLOCK est directement corrélé à un prolongement des épisodes d'insomnies durant un traitement antidépresseur et à une augmentation de la récurrence d’épisodes maniaques chez les patients bipolaires ,,.
Un autre groupe de chercheurs a déterminé avec succès un lien potentiel entre le polymorphisme affectant les gènes-horloges BMAL1 et PER3 et la bipolarité. Toutefois, ces recherches sont dans les stades préliminaires et n’ont pas encore établi de résultats concluants .
En 2007, Roybal et al.  ont démontré que des souris ayant une mutation du gène CLOCK démontraient un profil de comportement très similaire à celui des patients bipolaires lors de la phase maniaque. La mutation a été induite via une mutagenèse N-éthyl-N nitrosourée, inhibant l’activité transcriptase du gène CLOCK. Plus précisément, les résultats démontrent que les souris mutantes traversent des épisodes soutenus d’hyperactivité et d'insomnie, ainsi qu’un niveau plus faible d'anxiété et de dépression. De plus, les chercheurs ont pu observer une augmentation de la valeur du renforcement induite par l’abus de cocaïne et de saccharose  créant ainsi un parallèle avec l’abus de drogues et d’alcool qui ont une forte prévalence chez les personnes souffrant de troubles bipolaires, particulièrement durant la période maniaque. Bien que ces résultats concluants aient été obtenus en étudiant des souris, les chercheurs croient que des résultats similaires seraient observables chez des humains, puisque plusieurs gènes  du mécanisme molécaire du rythme circadien sont bien conservés chez les mammifères . 

## Traitements au Lithium
Actuellement, le lithium est considéré comme un des médicaments de premier choix prescrit chez les patients souffrant de trouble bipolaire. Il appartient à la famille de médicaments normothymiques  (thymorégulateurs), prévenant les rechutes d'épisodes maniaques et dépressifs. Le lithium est connu pour sa capacité d’allonger la période du rythme circadien et de corriger les avancements de phase ,. 
Cependant, son mode d’action pharmacologique est toujours méconnu. Présentement, deux mécanismes moléculaires ont été explorés pour tenter  de répondre à cette question. 

### Action moléculaire via GSK3
Tout d’abord, le premier mécanisme repose sur le principe que le lithium inhibe le glycogen synthase kinase 3 (GSK3). En effet, GSK3 est chargé de la phosphorylation et la stabilisation de Rev-erba, un  récepteur faisant le lien entre le bras négatif et positif  de la boucle  de rétroaction. L’inhibition de GSK3 entraîne donc la dégradation protéasomale accélérée de Rev-erba, et la réinitiation facilitée du bras positif, CLOCK/BMAL1, ce qui facilite, en théorie, le rétablissement d’un rythme circadien normal.

### Action moléculaire via CRMP2
Le deuxième mécanisme moléculaire a été développé en utilisant des cellules-souches humaines pluripotentes (human-induced pluripotent stem cells: hiPSCs) dans un laboratoire du Sanford Burnham Prebys Medical Discovery Institute. 
Plus précisément, les chercheurs ont découvert que la collapsin response mediator protein 2 (CRMP2), une protéine ayant un rôle primordial dans la neurotransmission , était inactive chez les individus souffrant de la bipolarité. Par contre, l’ajout du lithium aux hiPSCs (provenant de patients sensibles à celui-ci) rétablissait l'activité CRMP2 à un niveau non pathologique . 
En effet, le lithium joue sur la régulation de GSK3b et AKT kinase, ainsi que leurs sites de phosphorylation, qui gouvernent le fonctionnement de CRMP2 . La CRMP2 phosphorylée est inactive, dissociant du cytosquelette neuronal, alors que la CRMP2 non phosphorylée s’y lie . Bref, en limitant la phosphorylation de la  CRMP2, le lithium réduit le ratio pCRMP2:CRMP2, typiquement élevé chez les patients bipolaires, améliorant ainsi la conduction neuronale.